# Hussein al-Oweini
Hussein al-Oweini (französisch Hussein Oueini; arabisch حسين العويني, DMG Ḥusain al-ʿUwainī; * 1900; † 1971) war ein libanesischer Politiker.

## Leben
Oweini begann als junger Mann seine Karriere als Geschäftsmann mit Verbindungen nach Palästina, Ägypten, den Hedschas und Saudi-Arabien. 1937 kehrte er nach Beirut zurück und gründete dort mit der BLOM Bank die erste private Handelsbank des Landes.
1947 wurde er zum Vertreter der Sunniten gewählt und gehörte in den folgenden Jahren in verschiedenen Funktionen der libanesischen Regierung an. Unter der Präsidentschaft von Béchara el-Khoury war er Finanz- und Postminister, unter Fuad Schihab Außen- und Justizminister sowie unter Charles Helou Wirtschafts-, Außen-, Verteidigungs- und Justizminister.
1951 und in den Jahren 1964/65 war er Premierminister des Libanon.

## Ehrungen
- 1960: Großkreuz der Bundesrepublik Deutschland

| Personendaten    | Personendaten           |
| ---------------- | ----------------------- |
| NAME             | Oweini, Hussein al-     |
| ALTERNATIVNAMEN  | Oueini, Hussein         |
| KURZBESCHREIBUNG | libanesischer Politiker |
| GEBURTSDATUM     | 1900                    |
| STERBEDATUM      | 1971                    |